# Elementary School Musical (South Park)
Elementary School Musical is de dertiende episode van het 12de seizoen van South Park. Hij werd voor het eerst uitgezonden op 12 november 2008. De aflevering is een parodie op de rage omtrent de film High School Musical.

## Verhaal
Deze aflevering gaat over de rage 'High School Musical.'
Kenny, Eric, Stan en Kyle vinden het maar stom dat iedereen (zelfs de jongens) de hele tijd zingt tijdens de les.
Bridon is de populaire zanger en danser. Een echte 'hunk.' Het liefst wil hij basketballen, maar zijn vader staat dat niet toe.
Zijn vader is erg nat en 'slapt' (slaat) iedereen die het niet met hem eens is. Kenny, Eric, Stan en Kyle kijken 'High School Musical' uiteindelijk en zingen met z'n vieren. Op het laatst snappen ze er niets van dat niemand met hen meedoet. Het komt doordat Bridon aan het basketballen is (de meisjes gaan kijken). Ze staan voor schut.